# Kaukamm

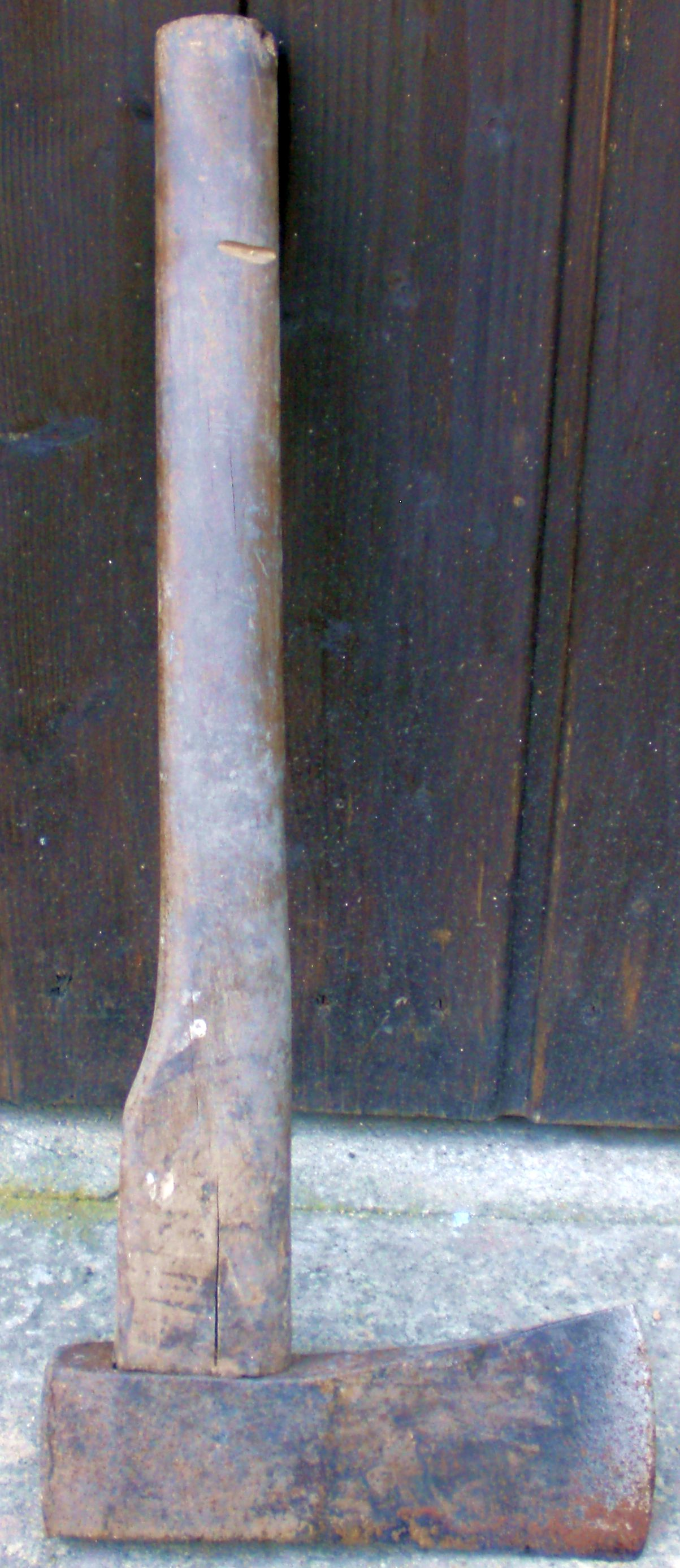
(untypischer) Kaukamm; Öse sowie Nagelkerben fehlen, ursprünglich vorhandene Nummer abgeschliffen

Ein Kaukamm ist ein einseitig geschliffenes Grubenbeil, als bergmännisches Werkzeug ein Teil des Gezähes. Der Kaukamm wurde für alle Zimmerarbeiten in der Grube benutzt, hauptsächlich jedoch zum Herstellen des Ausbaues.
Die einseitige Schneide diente insbesondere zum Hacken der Schar des Stempels für den polnischen Türstock.

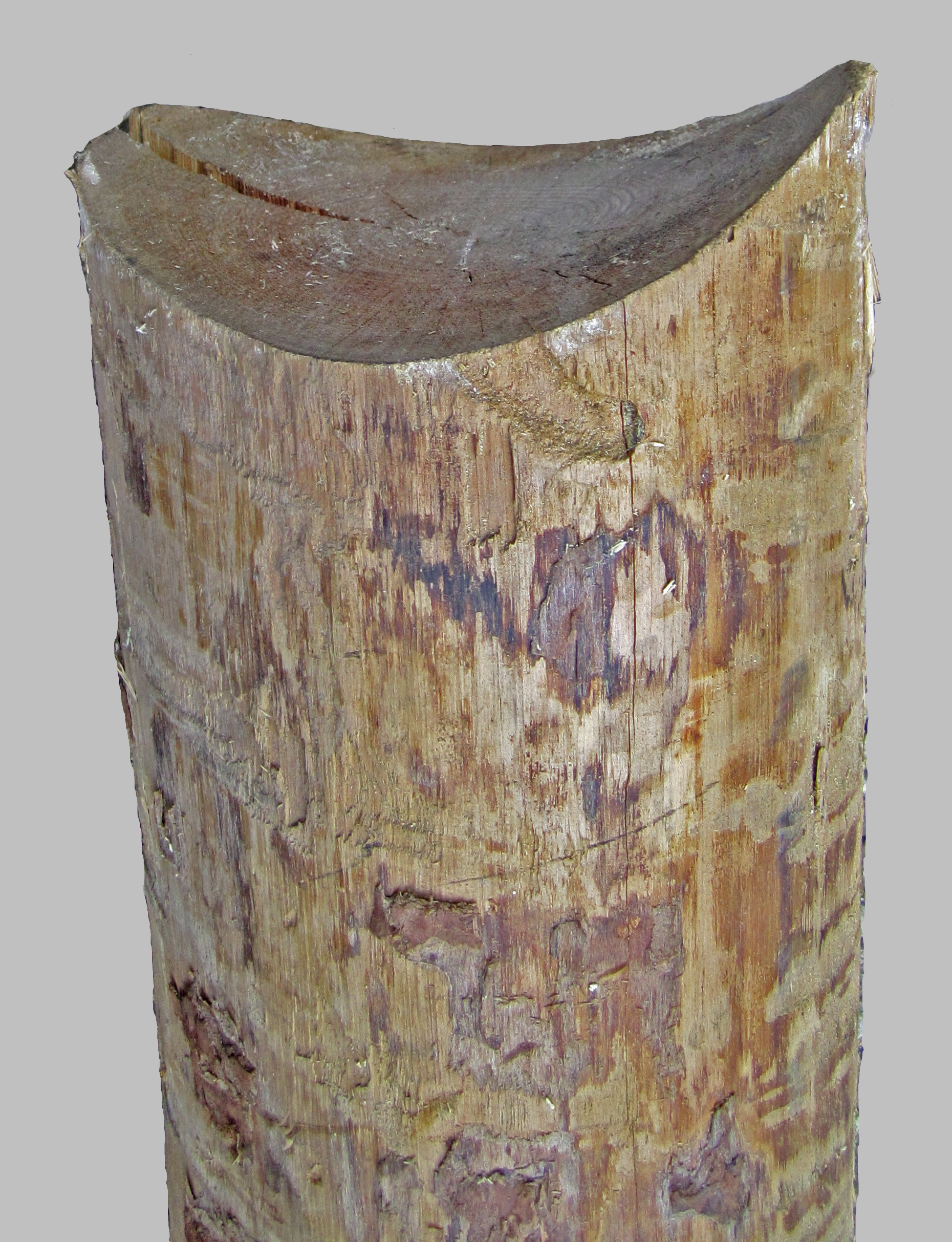
Ein maschinell gescharter Stempel